# Motorola 68008

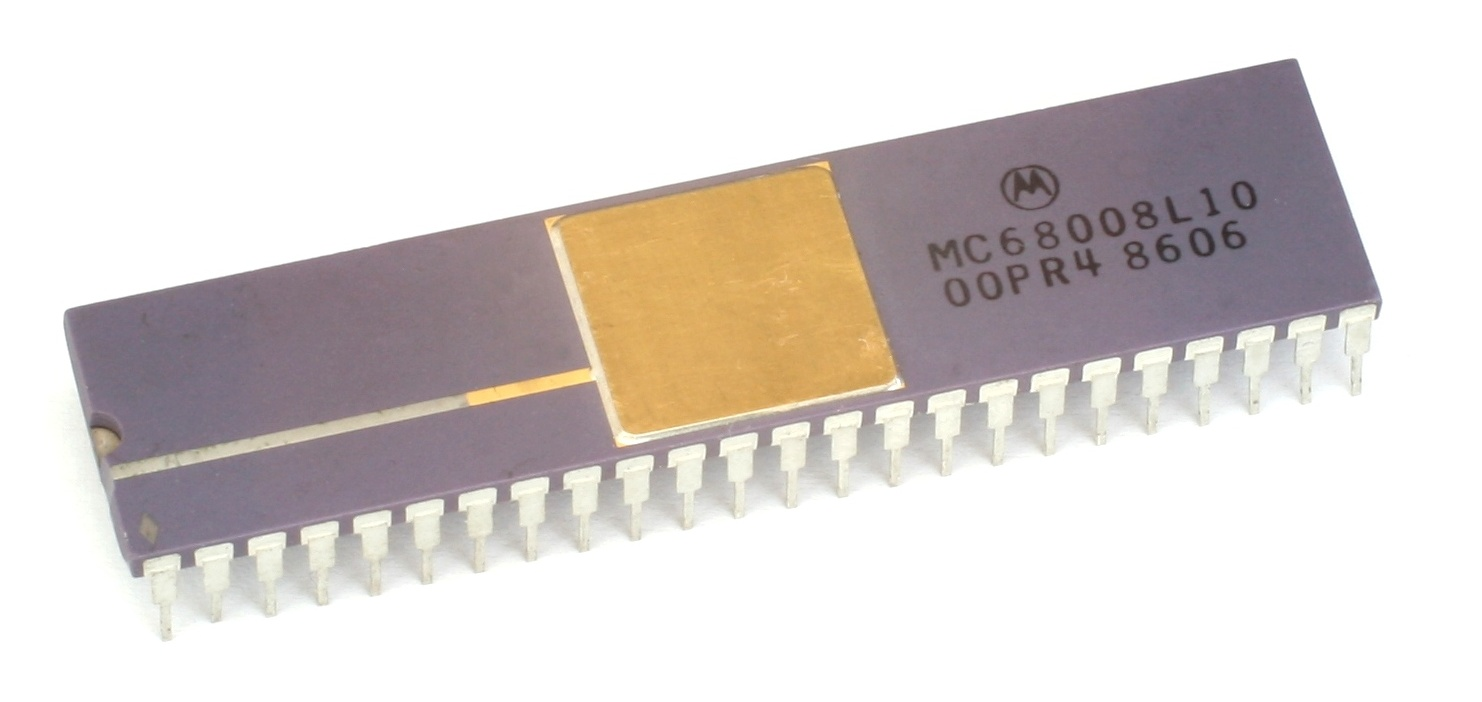
Motorola MC68008

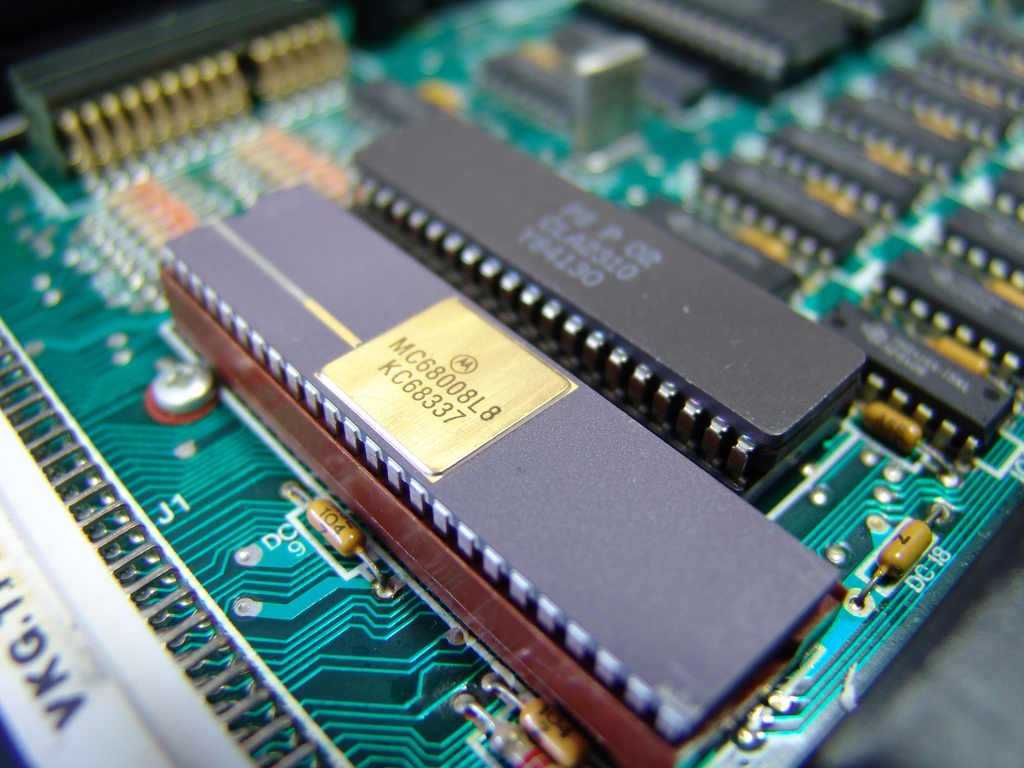
Il 68008 sulla scheda madre di un Sinclair QL

Il Motorola 68008 (nome in codice MC68008) è un microprocessore CISC a 8/16/32 bit sviluppato nei primi anni ottanta.
È la versione del Motorola 68000 con bus esterno a 8 bit, capace di indirizzare 1 MB o 4 MB di memoria non segmentata (a seconda che il package fosse a 48 pin o a 52 pin) e completamente object-code compatibile con il Motorola 68000.
La prima versione, quella a 48 pin, venne usata nel Sinclair QL, il primo personal computer basato su un processore della famiglia Motorola 68k.